# Vlado Benussi
Vlado Benussi (Rovinj, 20. rujna 1949. – ?. 2018.), skladatelj, dirigent i pjevač 
Nakon završene osnovne škole i gimnazije u Rovinju, diplomirao je na Pedagoškoj akademiji u Puli (fiziku i talijanski jezik). Od 1972. radi kao nastavnik u Talijanskoj osnovnoj školi “Bernardo Benussi” i voditelj je grupe koja proučava rovinjski dijalekt.
Bio je član literarnih grupa već od osnovne škole. Za vrijeme gimnazijiskih dana bio je član skupine pjesnika “Gli ex”. U Zajednici Talijana grada Rovinja dugi je niz godina radio kao autor stripova na rovinjskom dijalektu (1970. – 1989.).
Početkom šezdesetih godina 20. st. započeo je svoju glazbeno-umjetničku djelatnost (prvu pjesmu skladao je 1963.) u sastavu “Le perle” koji je kasnije promijenio ime u “I cannibali”. Nakon toga pjevao je i svirao u sljedećim sastavima: “Vlado e i cannibali” 1969. (tada je snimio svoju prvu single ploču s milanskim CBS-om), “The taste of life” tijekom sedamdesetih, “ARP” tijekom osamdesetih i na kraju “Duo Jolly” tijekom devedesetih.
Istovremeno, sedamdesetih godina prošloga stoljeća osniva i vodi vokalni kvartet “Le quattro colonne” (spiritual, gospel i trad. rovinjske pjesme) te trio “Biba, Vlado & Ricky” s repertoarom pjesama na rovinjskom dijalektu čiji je autor bio on sam.
Dugi niz godina bio je član, a zatim i ravnatelj zbora Kulturno-umjetničkog društva “Marco Garbin” Zajednice Talijana iz Rovinja.
Zajedno sa suprugom Bibom Benussi sudjelovao je 1993. na talijanskom festivalu dječje pjesme “Zecchino d’oro” te je s pjesmom “La barchetta di carta” osvojio drugo mjesto u ukupnom redoslijedu i prvo (nagrada “Zecchino d’argento”) za najbolju stranu pjesmu, a predstavljala je Hrvatsku i Talijansku nacionalnu zajednicu.
Osim što je kantautor dijalektalnih pjesama (rovinjsko-istriotski i istrovenetski) i pjesama na talijanskom jeziku, Vlado Benussi je skladao i stotinjak dječjih pjesama (od kojih je dvadesetak nagrađeno na Festivalu Talijanske unije i na Festivalu “Cantapiccolo” u Tolentinu, pokrajina Marke). Autor je teksta i skladbe za 22 pjesme na rovinjskom dijalektu snimljenih na audiokazetama “Puòche paruòle” i “Viècia Ruveîgno”, a kasnije su (2000.) uvrštene na nosač zvuka zajedno s tekstovima, glazbom i video snimkama raznih koncerata.
Zajedno s Bibom Benussi i skupinom midi-pjevača Zajednice Talijana iz Rovinja 1997. godine realizirao je glabenu kazetu “Butemola in canto”.
Među ostalim aktivnostima koje je Vlado Benussi ostvario treba još istaknuti:
- - retrospektivni CD za 35. obljetnicu djelovanja kvarteta “Le quattro colonne” (s 12 spirituala i gospela te 12 rovinjskih tradicionalnih pjesama);
- - kantatu “Cantine marinar” s istarskim simfonijskim orkestrom i dva solista (sopran i mezzosopran);
- - “Oûna miteîna ∫utalateîna”, glazbena komedija na rovinjskom dijalektu. Komedija je prikazana 1986. na TV Koper-Capodistria, a prevedena je i na hrvatski jezik i snimljena na DVD-u:
- - nosač zvuka “Revival” i DVD “Butemola in canto” (2006. /2007.);
- - “A Figarola”, druga glazbena komedija; u fazi pripreme za kazališno predstavljanje;
- - “Viècia Rovigno”, treća glazbena komedija; u fazi pripreme glazbenih baza.

Vlado Benussi sudjelovao je i bio nagrađivan na natječajima “Istria Nobilissima” (Talijanska Unija; na natječaju 2006. osvojio je prvo mjesto u kategoriji “Glazbene rasprave” s radom “La batana fa 100 anni”) na području glazbe i dobitnik je brojnih nagrada i priznanja u Istri i u regijama Furlanija-Julijska krajina i Veneto.